# Área metropolitana de Haifa

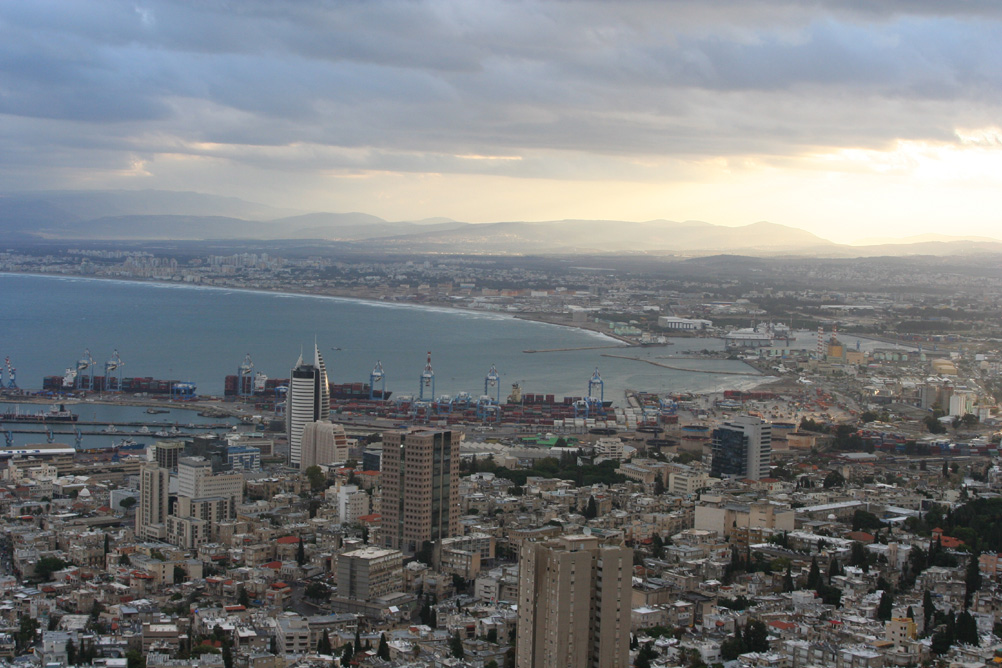
Haifa es la tercera mayor ciudad de Israel y el cetro del Área metropolitana de Haifa.

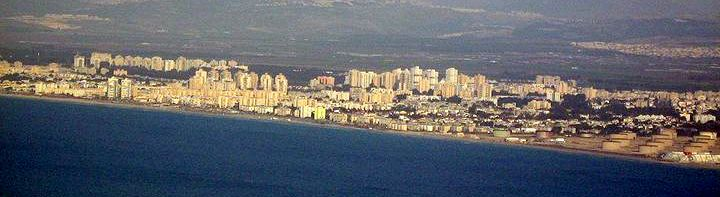
Las Krayot

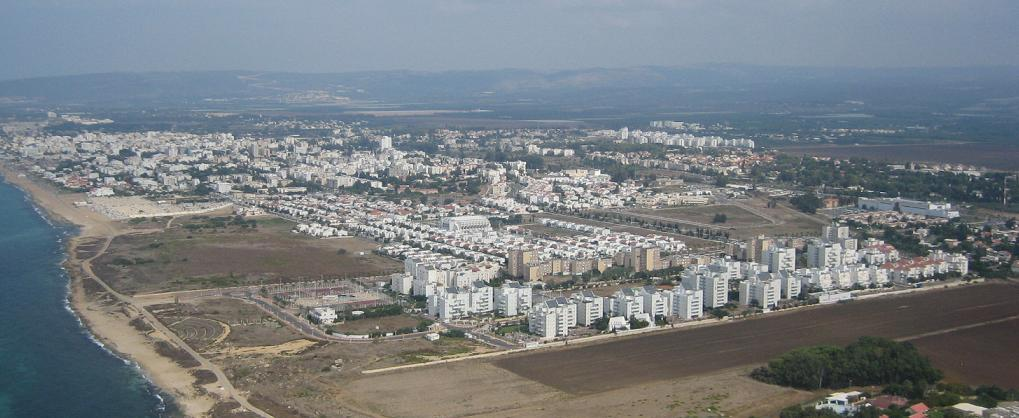
Nahariya

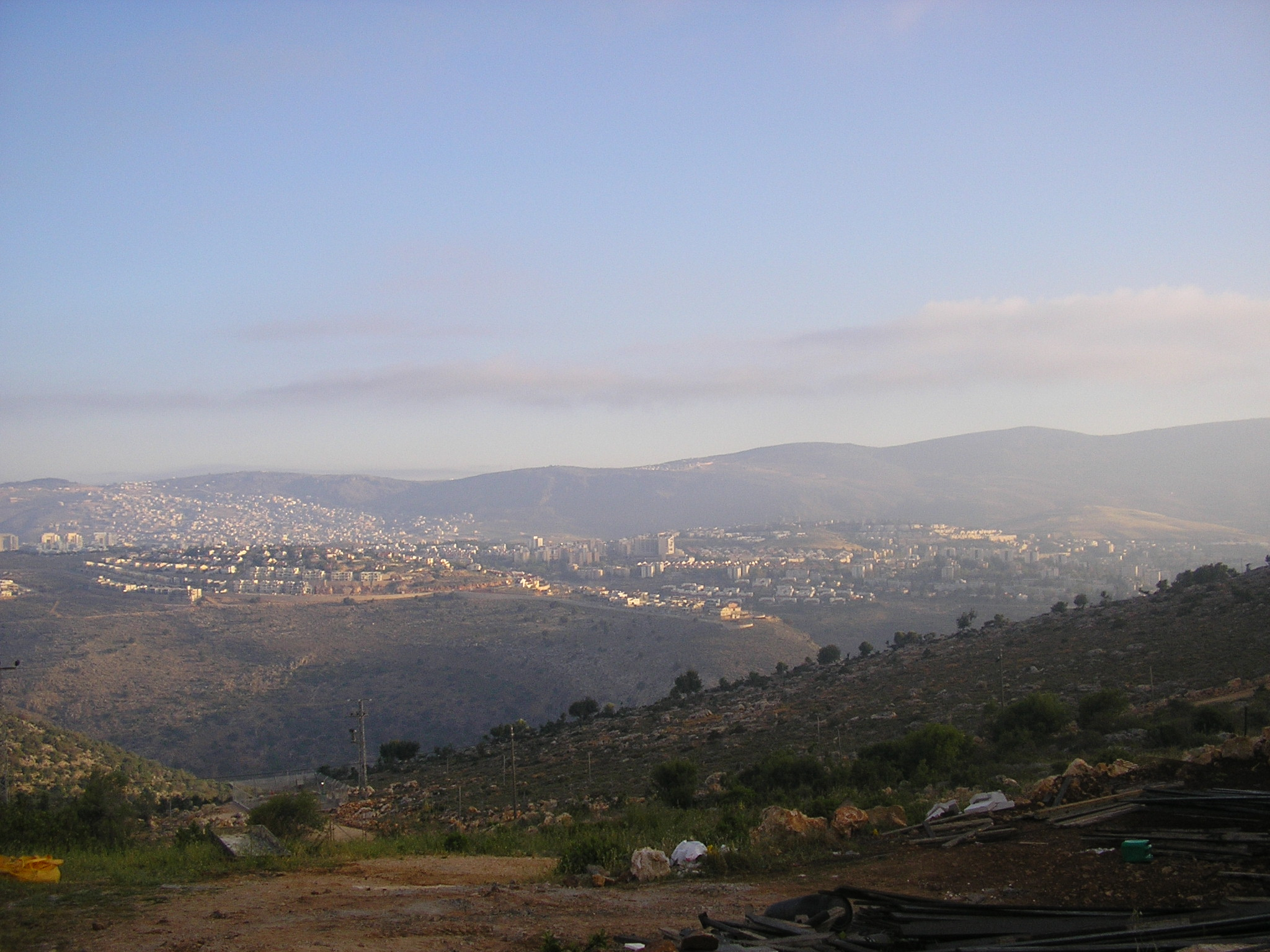
Carmiel

El área metropolitana de Haifa (en hebreo: מטרופולין חיפה‎) es un área metropolitana que incluye a la ciudad de Haifa y a los municipios adyacentes. Se encuentra a lo largo de la costa mediterránea de Israel. El área metropolitana de Haifa es la segunda mayor área metropolitana de Israel, con una población estimada en más de 1 millón de habitantes.

## Partes integrantes del área metropolitana
La Oficina Central de Estadísticas de Israel divide el área metropolitana de Haifa en tres:
| Cordón metropolitano | Localidades | Población (censo 2009) | Población (censo 2009) | Población (censo 2009) | Población (censo 2009) | Densidad de población (por km²) | Crecimiento anual |
| Cordón metropolitano | Localidades | Total                  | Judíos y otros1        | Judíos                 | Árabes                 | Densidad de población (por km²) | Crecimiento anual |
| -------------------- | ----------- | ---------------------- | ---------------------- | ---------------------- | ---------------------- | ------------------------------- | ----------------- |
| Núcleo2              | 1           | 264,800                | 237,800                | 214,200                | 27,100                 | 3,838.2                         | 0.0%              |
| Cordón interno3      | 30          | 271,200                | 241,700                | 224,500                | 29,500                 | 1,046.8                         | 0.5%              |
| Sector Norte         | 3           | 112,400                | 112,300                | 101,900                | 100                    | 5,591.7                         | -0.2%             |
| Sector Este          | 16          | 84,000                 | 80,100                 | 76,000                 | 4,000                  | 1,014.9                         | 1.0%              |
| Sector Sur           | 11          | 74,800                 | 49,300                 | 46,700                 | 25,500                 | 481.4                           | 1.0%              |
| Cordón externo4      | 98          | 484,900                | 240,100                | 223,000                | 244,900                | 678.8                           | 1.8%              |
| Sector Norte         | 57          | 362,800                | 147,300                | 134,500                | 215,600                | 948.1                           | 1.6%              |
| Sector Este          | 23          | 82,300                 | 64,300                 | 60,800                 | 18,000                 | 534.5                           | 1.7%              |
| Sector Sur           | 18          | 39,800                 | 28,500                 | 27,800                 | 11,300                 | 224.0                           | 3.7%              |
| Total                | 129         | 1,021,000              | 719,500                | 661,700                | 301,500                | 984.5                           | 1.0%              |

Notas

- 4 El cordón exterior incluye las ciudades de Tamra, Carmiel y Nahariya, así como muchos otros pequeños poblados (consejos locales).

### Principales carreteras
Las principales carreteras en el área metropolitana de Haifa son:    
- Autopista 2
- Autopista 4
- Autopista 75
- Autopista 70
- Autopista 85
- Autopista 79